# Nglinggis
Nglinggis is een bestuurslaag in het regentschap Trenggalek van de provincie Oost-Java, Indonesië. Nglinggis telt 1846 inwoners (volkstelling 2010).